# Mount Currie, Antarktis
Mount Currie är ett berg i Antarktis. Det ligger i Östantarktis. Australien gör anspråk på området. Toppen på Mount Currie är 1 110 meter över havet.
Terrängen runt Mount Currie är kuperad åt sydväst, men åt nordost är den platt. Trakten är obefolkad. Det finns inga samhällen i närheten. 